# 2014年臺灣
|        | 臺灣歷史 \| 台灣歷史年表 |
| 世纪： | 20世纪臺灣 \| 21世纪臺灣 \| 22世纪臺灣 |
| 年代： | 1980年代臺灣 \| 1990年代臺灣 \| 2000年代臺灣 \| 2010年代臺灣 \| 2020年代臺灣 \| 2030年代臺灣 \| 2040年代臺灣                                           |
| 年份： | 2009年臺灣 \| 2010年臺灣 \| 2011年臺灣 \| 2012年臺灣 \| 2013年臺灣 \| 2014年臺灣 \| 2015年臺灣 \| 2016年臺灣 \| 2017年臺灣 \| 2018年臺灣 \| 2019年臺灣 |
| 纪年： | 甲午年（马年）、中華民國103年 |

## 政府

### 國家正副元首

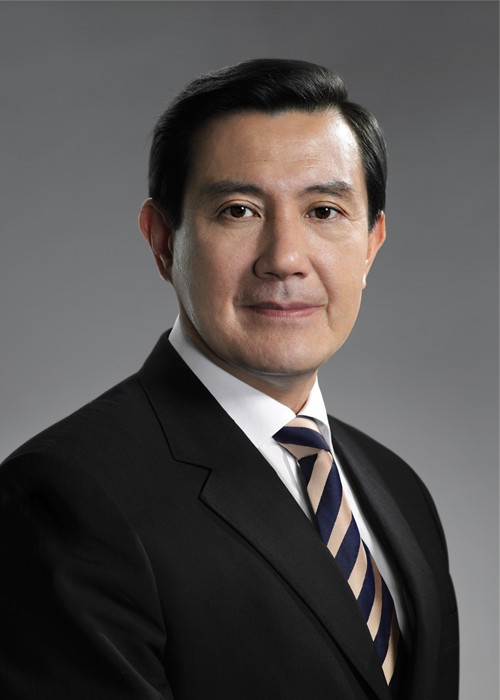
總統：馬英九
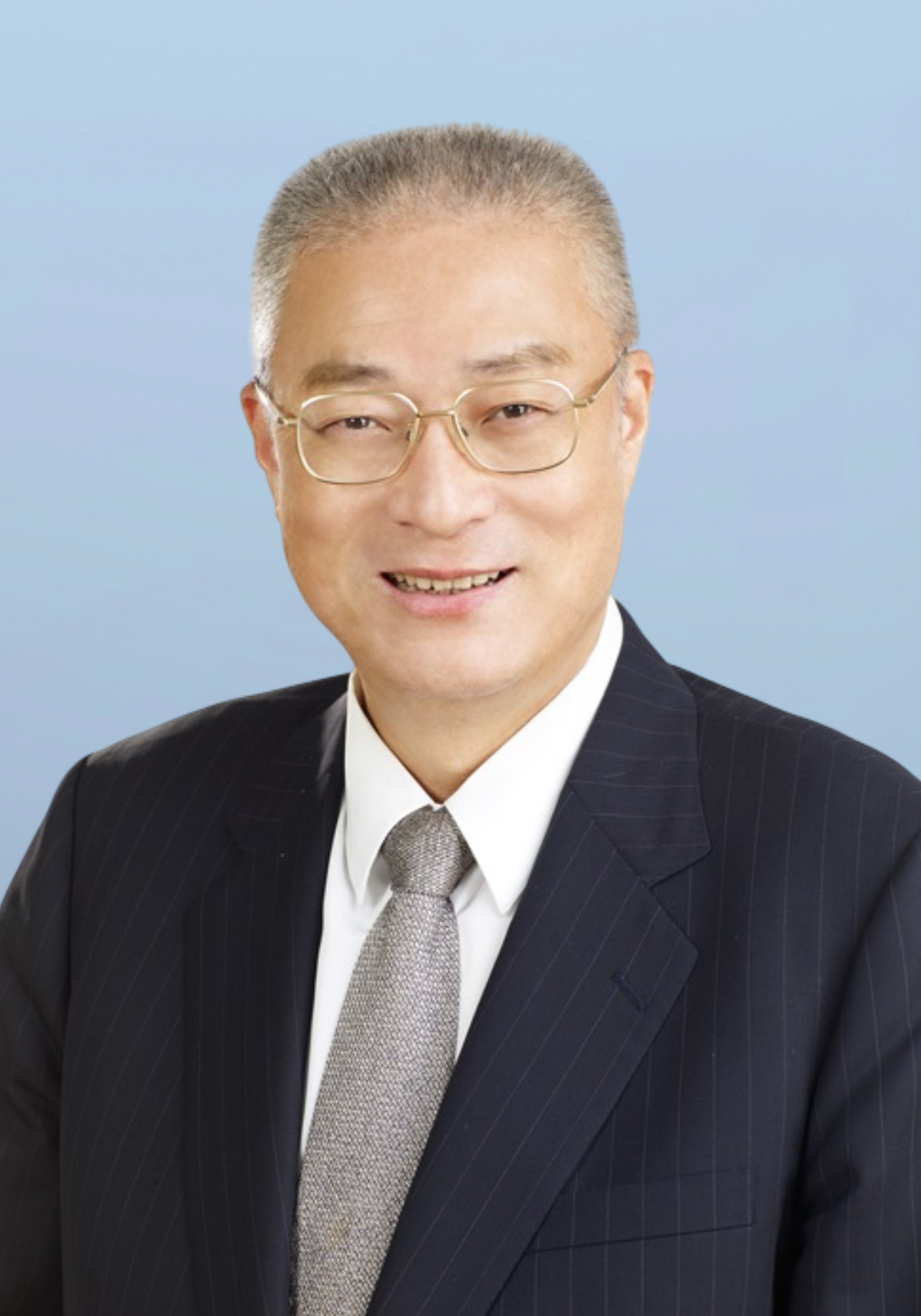
副總統：吳敦義

### 五院首長

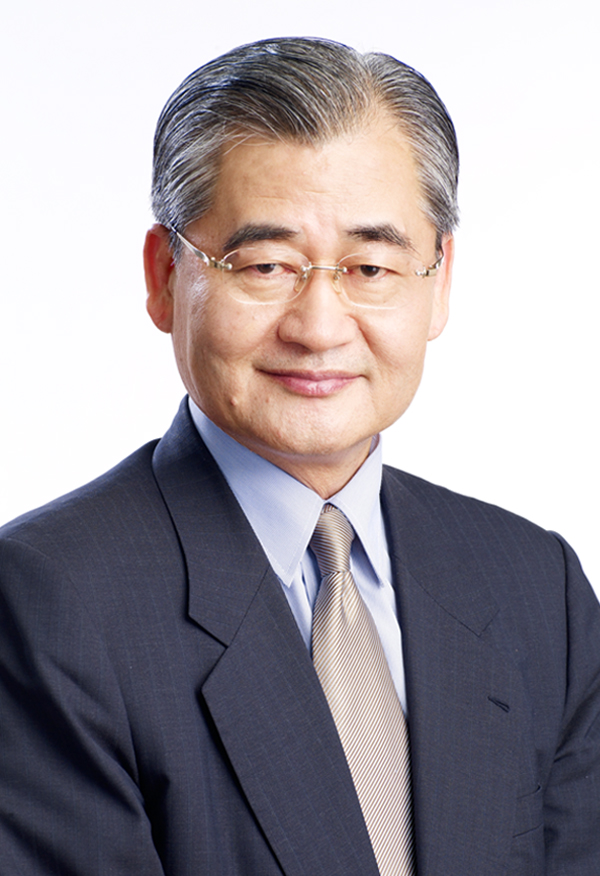
行政院院長：毛治國
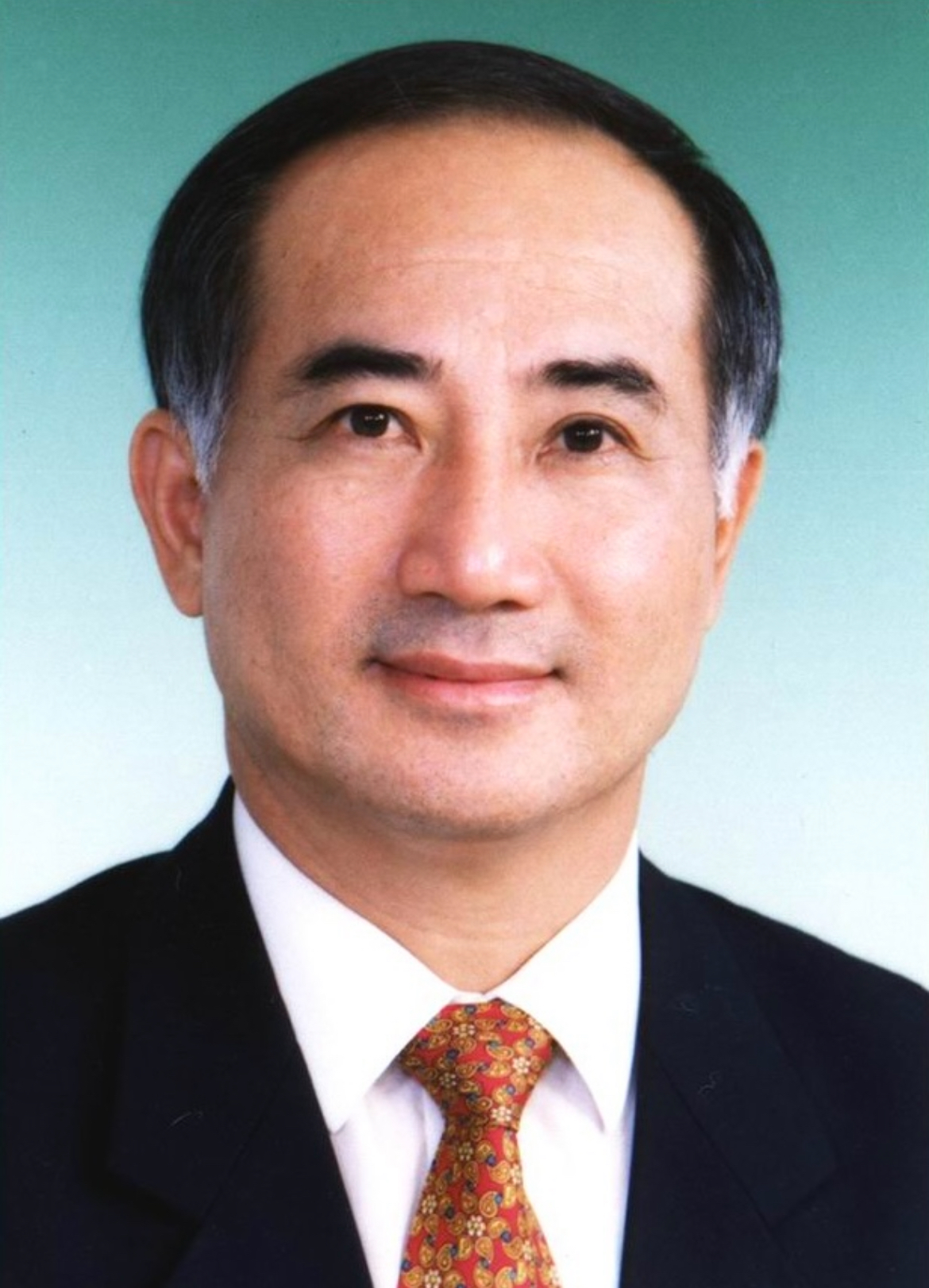
立法院院長：王金平
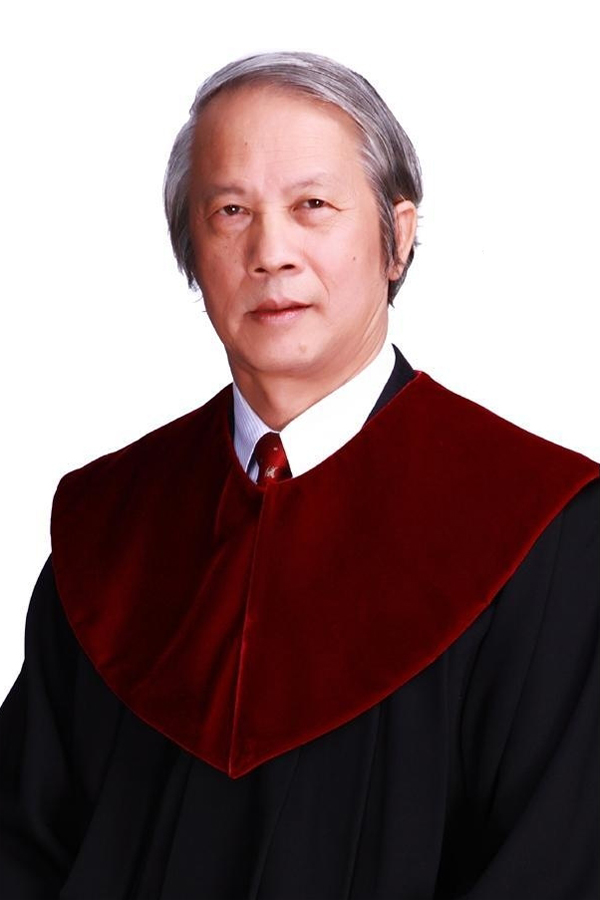
司法院院長：賴浩敏
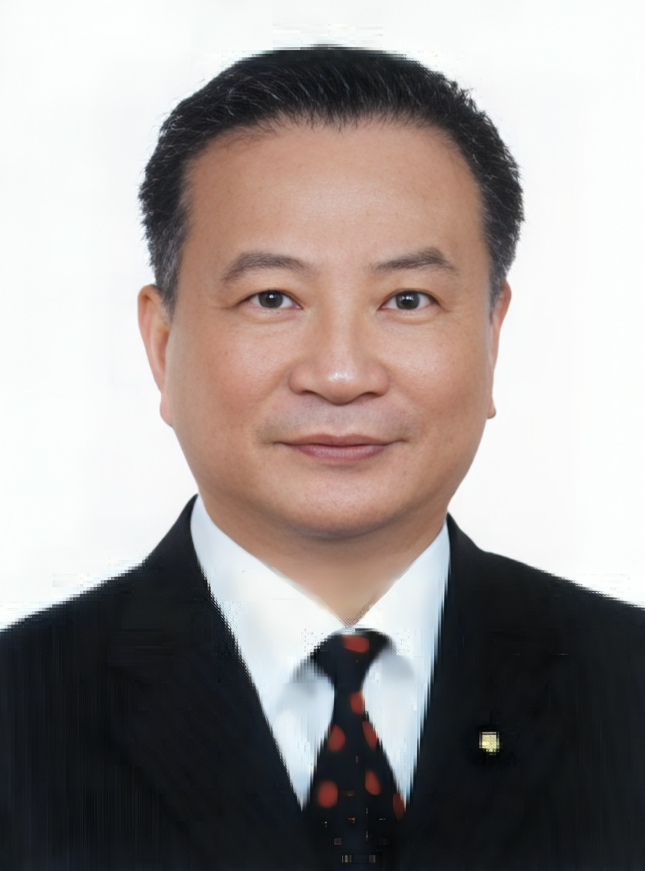
考試院院長：伍錦霖
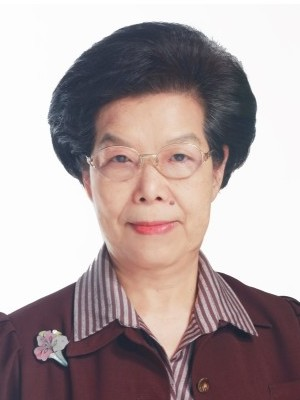
監察院院長：張博雅

### 省政府主席

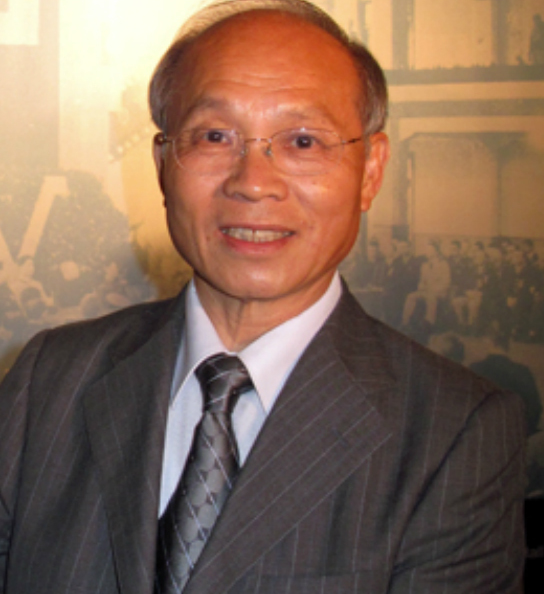
臺灣省政府主席：林政則
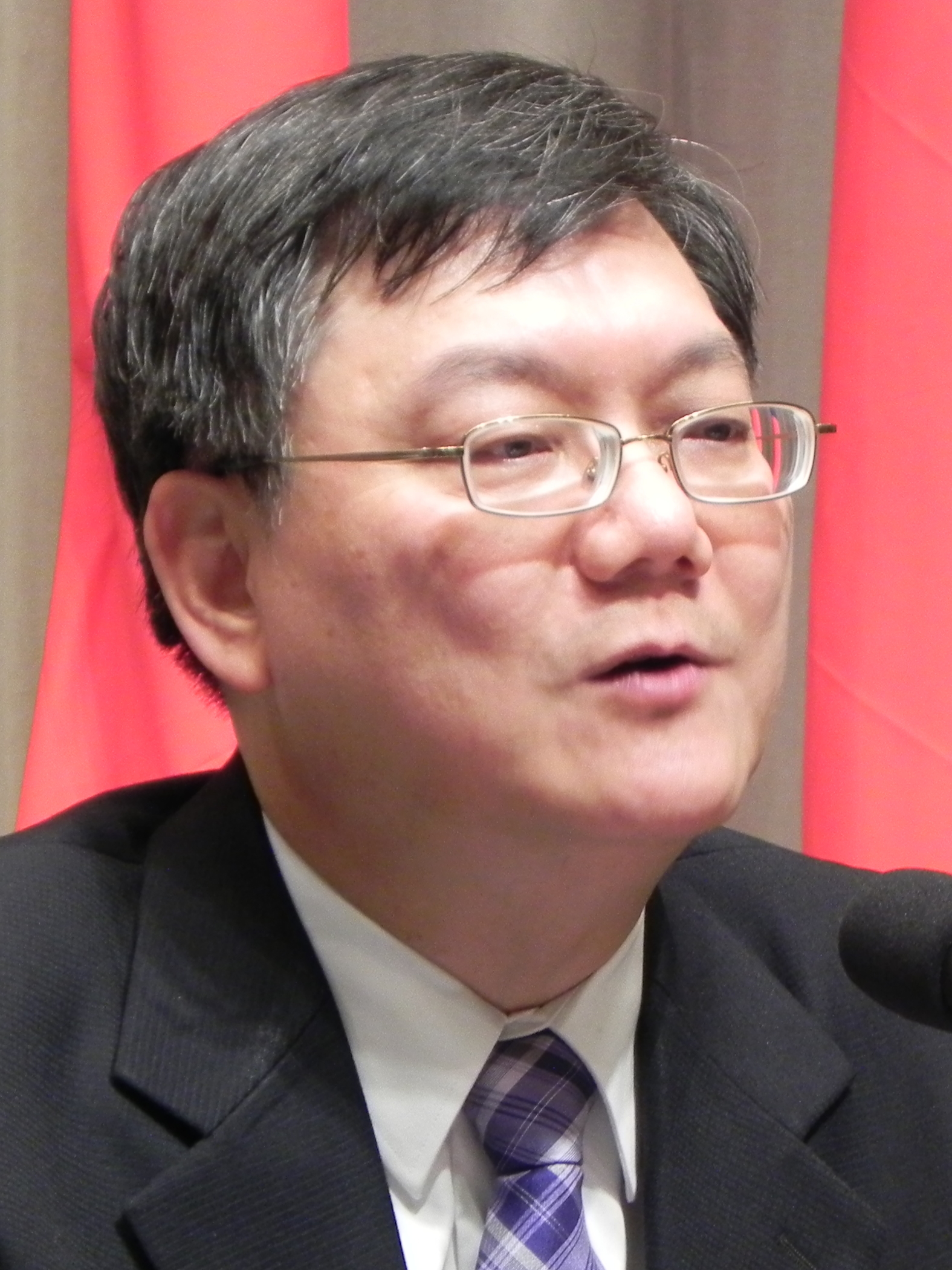
福建省政府主席：杜紫軍

### 成員變動

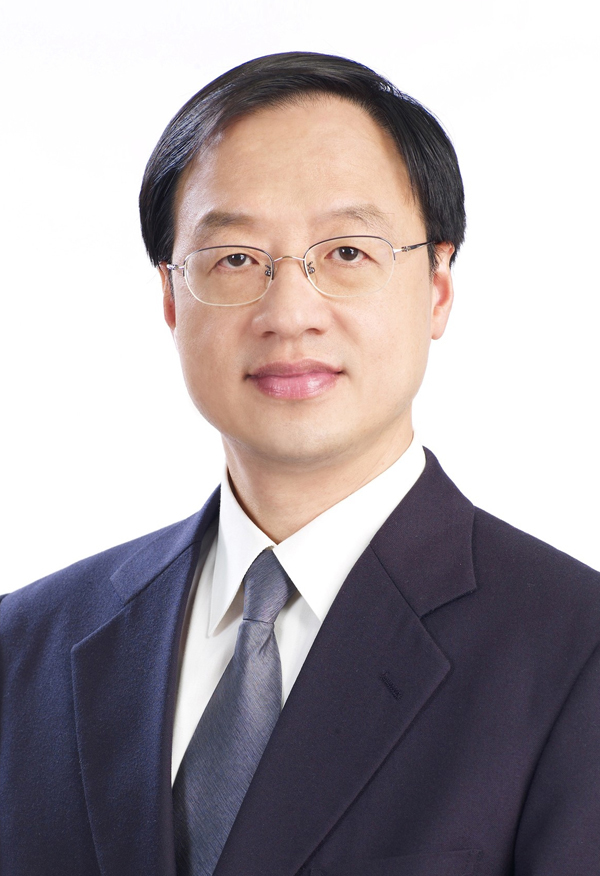
行政院院長：江宜樺（內閣總辭）
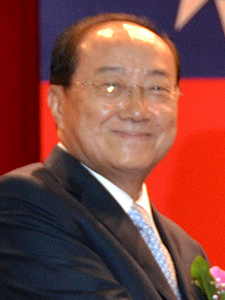
考試院院長：關中（任期屆滿）
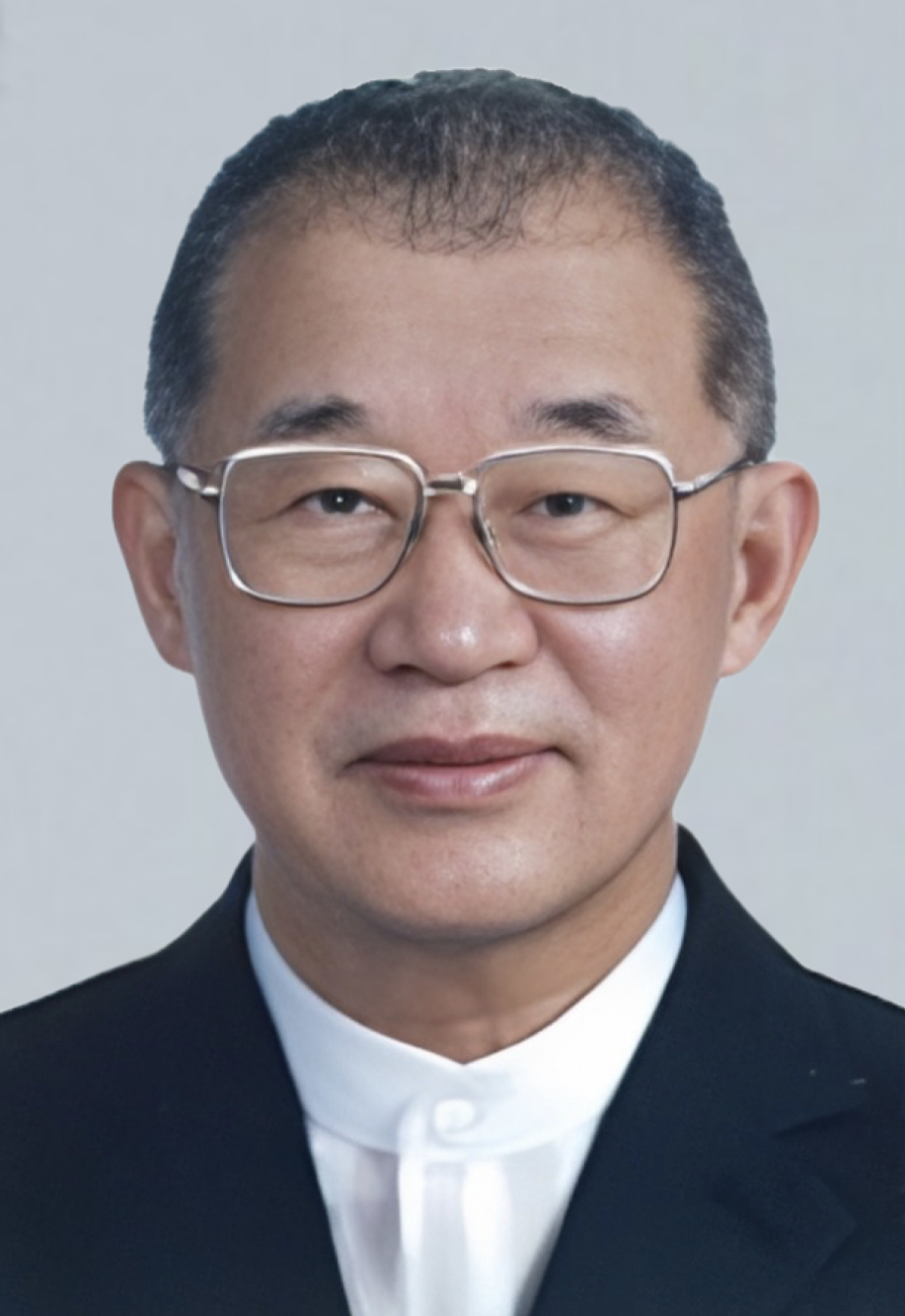
監察院院長：王建煊（任期屆滿）
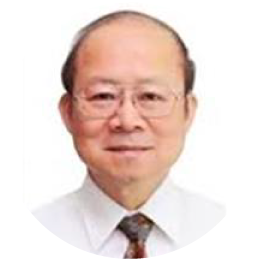
福建省政府主席：薛琦（辭職）
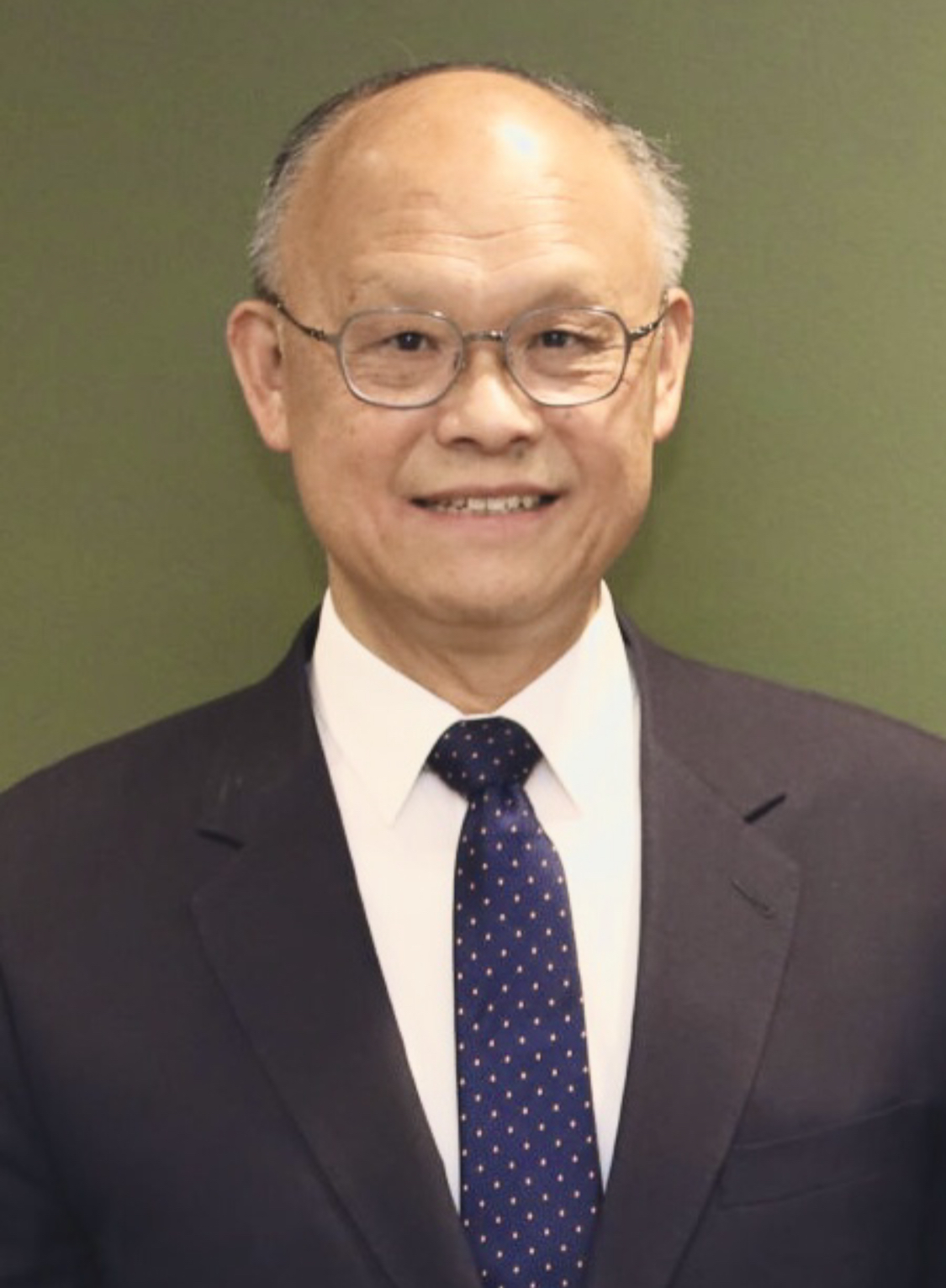
福建省政府主席：鄧振中（轉任經濟部部長）

## 大事記
2014年臺灣：1月 - 2月 - 3月 - 4月 - 5月 - 6月 - 7月 - 8月 - 9月 - 10月 - 11月 - 12月
※給編輯者：本章節請與Portal:臺灣/新聞動態同步更新，並附上參考資料。

### 1月
- 1月10日，在2002年和2006年兩次代表中國國民黨參選高雄市市長均未當選的考試院考試委員及義守大學管理學院講座教授黃俊英因肺腺癌病逝，享壽73歲。蘋果日報（页面存档备份，存于）
- 1月25日，中華民國總統府在清晨遭砂石車衝撞進總統府大門。中央社（页面存档备份，存于）蕃薯藤（页面存档备份，存于）中天新聞網

### 2月
- 2月22日，位於臺南市湯德章紀念公園內的孫中山銅像遭公投護台灣聯盟等團體拉倒。自由時報

### 3月
- 3月18日，大批要求逐條審查《海峽兩岸服務貿易協議》的學生從立法院側門進入院區，並佔領議場及主席臺，發生太陽花學運。VOA美國之音（页面存档备份，存于）
- 3月23日晚間，大批參與反服貿示威之群眾由立法院移動至行政院，翻越圍牆與拒馬，進入行政院院區並佔領大樓，同時黑色島國青年陣線亦呼籲支持群眾前往支援。自由時報（页面存档备份，存于）
- 3月24日凌晨，警方動用特勤與保警，以水車、警棍與盾牌等器械驅離於前一日晚間佔領行政院大樓的群眾，根據警政署統計，有55名民眾及119名警員受傷送醫。新唐人（页面存档备份，存于） 蘋果日報（页面存档备份，存于）
- 3月30日，大批群眾聚集於凱達格蘭大道並提出包含「退回服貿，先立法再審查」在內的4項訴求，主辦單位黑色島國青年陣線表示共有50萬群眾參與此場集會。蘋果日報（页面存档备份，存于）
- 3月31日，張慶忠與林鴻池因30秒通過服貿一事而透過媒體向社會道歉，同時林鴻池亦請辭中國國民黨政策會執行長，但事後獲慰留。蘋果日報（页面存档备份，存于） 蘋果日報（页面存档备份，存于）

### 4月
- 4月6日，立法院院長王金平到立法院與太陽花學運參與學生會面，並同意學生「先立法再審查」訴求。
- 4月10日，為時24日的「佔領立法院」行動於當日18:00結束。
- 4月11日，因警方違背承諾驅離停留於立法院中山南路側廣場之群眾及做出未獲集會遊行法授權之行政處分，臺北市政府警察局中正第一分局遭到群眾包圍，分局長方仰寧因此口頭請辭。蘋果日報（页面存档备份，存于） 蘋果日報（页面存档备份，存于） 蘋果日報（页面存档备份，存于）
- 4月28日，警方於凌晨出動鎮暴水車驅離前一日因反對核四而聚集於臺北市忠孝西路之抗議群眾，過程中因以暴力手段驅離進行採訪之記者而引起行政權干預新聞自由的爭議。蘋果日報（页面存档备份，存于）
- 4月29日，法務部長羅瑩雪簽署戴文慶、鄧國樑、劉炎國、杜明郎、杜明雄之死刑執行令，當晚執行。

### 5月
- 5月2日，時任中華民國總統馬英九的母親秦厚修逝世，曾任中華民國國防部統計官、中央銀行外匯局科長，慢性肺部腫瘤併發急性感染。 中時電子報（页面存档备份，存于）
- 5月15日，中天主播史哲維過世。蘋果日報（页面存档备份，存于） YouTube（页面存档备份，存于）

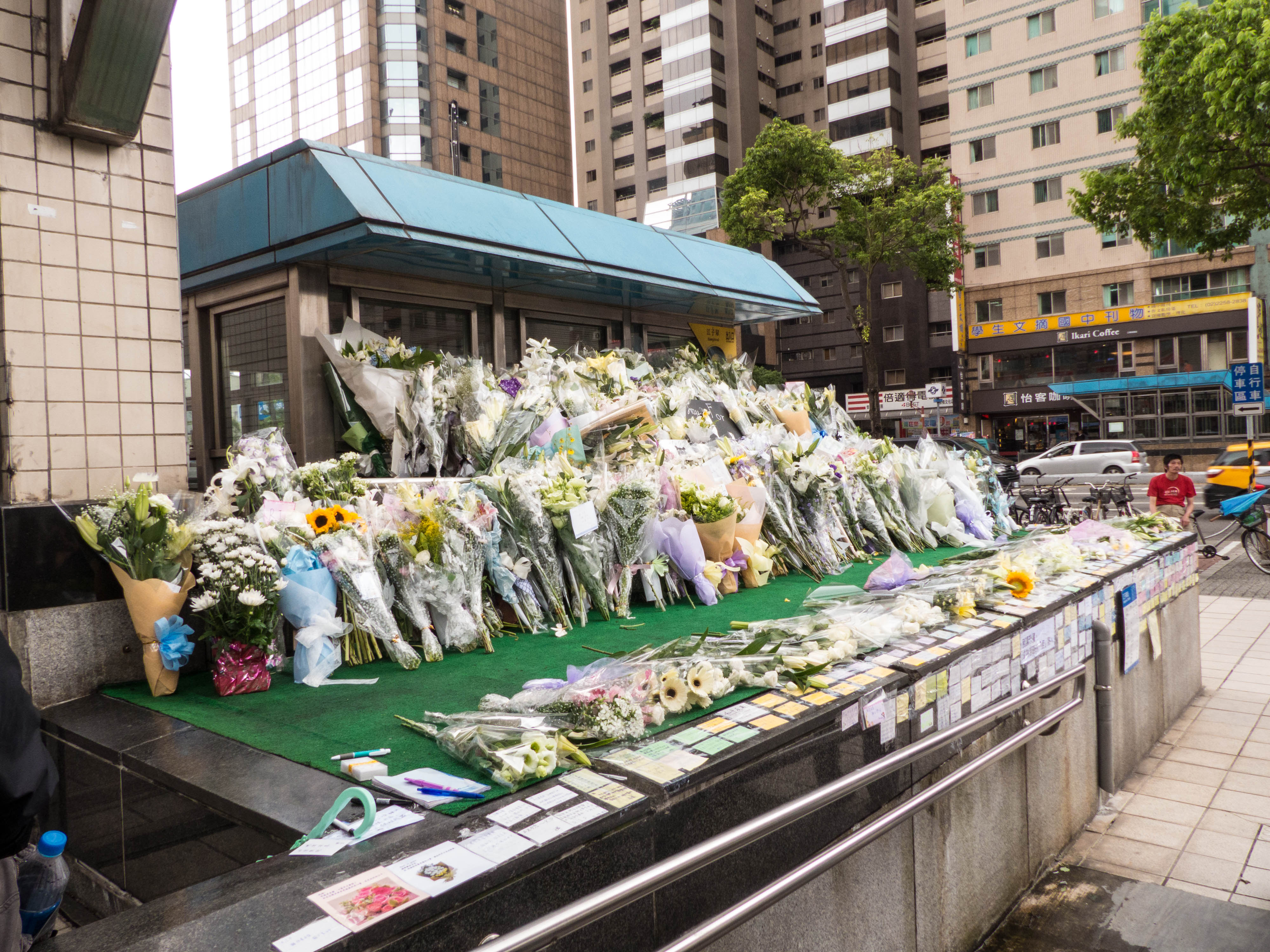
台北捷運板南線隨機殺人事件後，江子翠站三號出口後方的獻花臺。（2014年5月23日）

- 5月21日，台北捷運板南線發生隨機殺人事件，嫌犯鄭捷於行駛龍山寺站－江子翠站間捷運車廂隨機砍殺乘客，造成4人死亡及24人輕重傷。蘋果日報（页面存档备份，存于） ETtoday 新聞雲（页面存档备份，存于）
- 5月23日，五福旅行社漳州旅行團遊覽車因雨打滑墜入九龍江，已確定7名台灣人死亡。中央社（页面存档备份，存于）
- 5月25日，民主進步黨黨主席改選，由蔡英文當選。蘋果日報（页面存档备份，存于）

### 6月
- 6月11日，對於臺南市市長賴清德日前在中國訪問時提到臺獨，中國國臺辦發言人范麗青認為此事涉及主權及領土，應該由全中國人民決定。新頭殼（页面存档备份，存于）
- 6月18日，身為基隆市議會議長同時也是中國國民黨基隆市市長候選人的黃景泰，在前一日因涉及不法開發而遭檢察官帶回偵訊，本日上午複訊後遭到聲請羈押。新頭殼[永久]
- 6月27日，國臺辦主任張志軍在前往高雄市西子灣沙灘會館與陸委會主任委員王郁琦茶敘途中遭到潑漆和灑冥紙。蘋果日報（页面存档备份，存于） 新頭殼（页面存档备份，存于）

### 7月
- 7月4日，立法院原訂本日針對監察院人事案投票，中國國民黨以黨紀要求黨籍立法委員投票同意，但民主進步黨黨團以「排隊」的方式杯葛此次投票，在朝野協商破裂後，立法院院長王金平宣佈此次臨時會結束、本案另擇期處理。新頭殼（页面存档备份，存于） 自由時報（页面存档备份，存于） 蘋果日報（页面存档备份，存于）
- 7月14日，屏教大副教授陳震遠於投稿國際期刊時，涉嫌利用人頭帳號進行同儕審查，此事涉及其雙胞胎弟弟、海科大教授陳震武，以及曾擔任陳震武指導教授的教育部部長蔣偉寧。而蔣偉寧因此事於本日召開記者會宣布辭職。中央社（页面存档备份，存于）

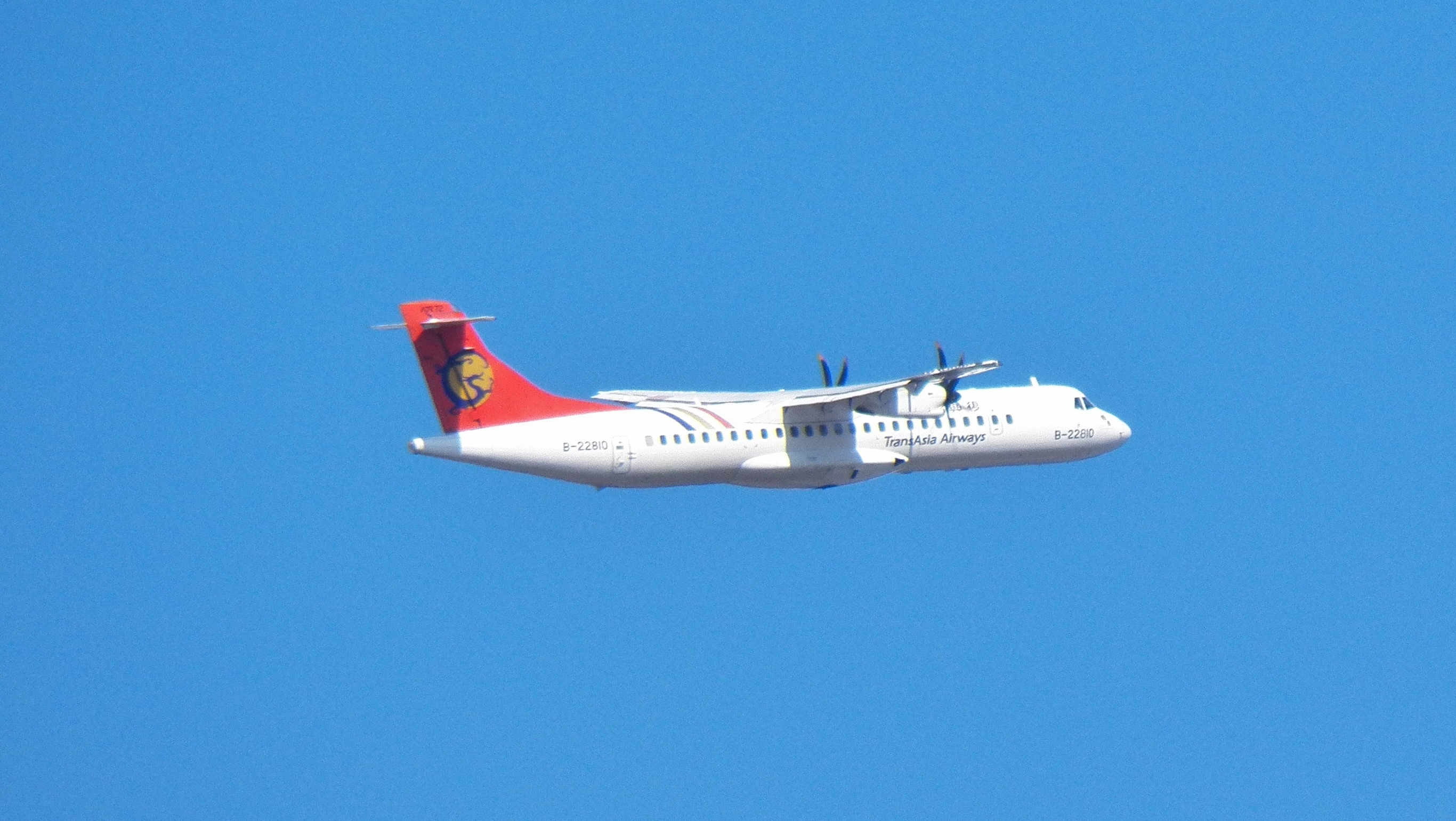
失事之復興航空客機。

- 7月23日，復興航空GE222班由高雄飛往馬公的航機，受麥德姆颱風雨帶影響，晚間7時6分在澎湖縣湖西鄉西溪村失事墜毀，機員及乘客48死10傷，並造成地面5人受傷。於臺灣歷來空難中死亡人數排名第七，亦是2002年澎湖空難後最嚴重的航空事故。蘋果日報（页面存档备份，存于）
- 7月24日，勞動部部長潘世偉因涉及緋聞故在上午請辭並於晚間獲准；但其事後表示是因「擋人財路」而遭逼退。新頭殼（页面存档备份，存于） 蘋果日報（页面存档备份，存于） 新頭殼（页面存档备份，存于）
- 7月30日，因今年324行政院流血鎮壓事件中，有23名遭警方暴力打傷的學生及民眾以集體自訴的方式，提告行政院長江宜樺、警政署長王卓鈞、北市警局長黃昇勇及中正一分局長方仰寧等人涉犯殺人未遂、強制及傷害罪。台北地院首度傳喚江宜樺、王卓鈞、黃昇勇及方仰寧到庭。新頭殼（页面存档备份，存于）

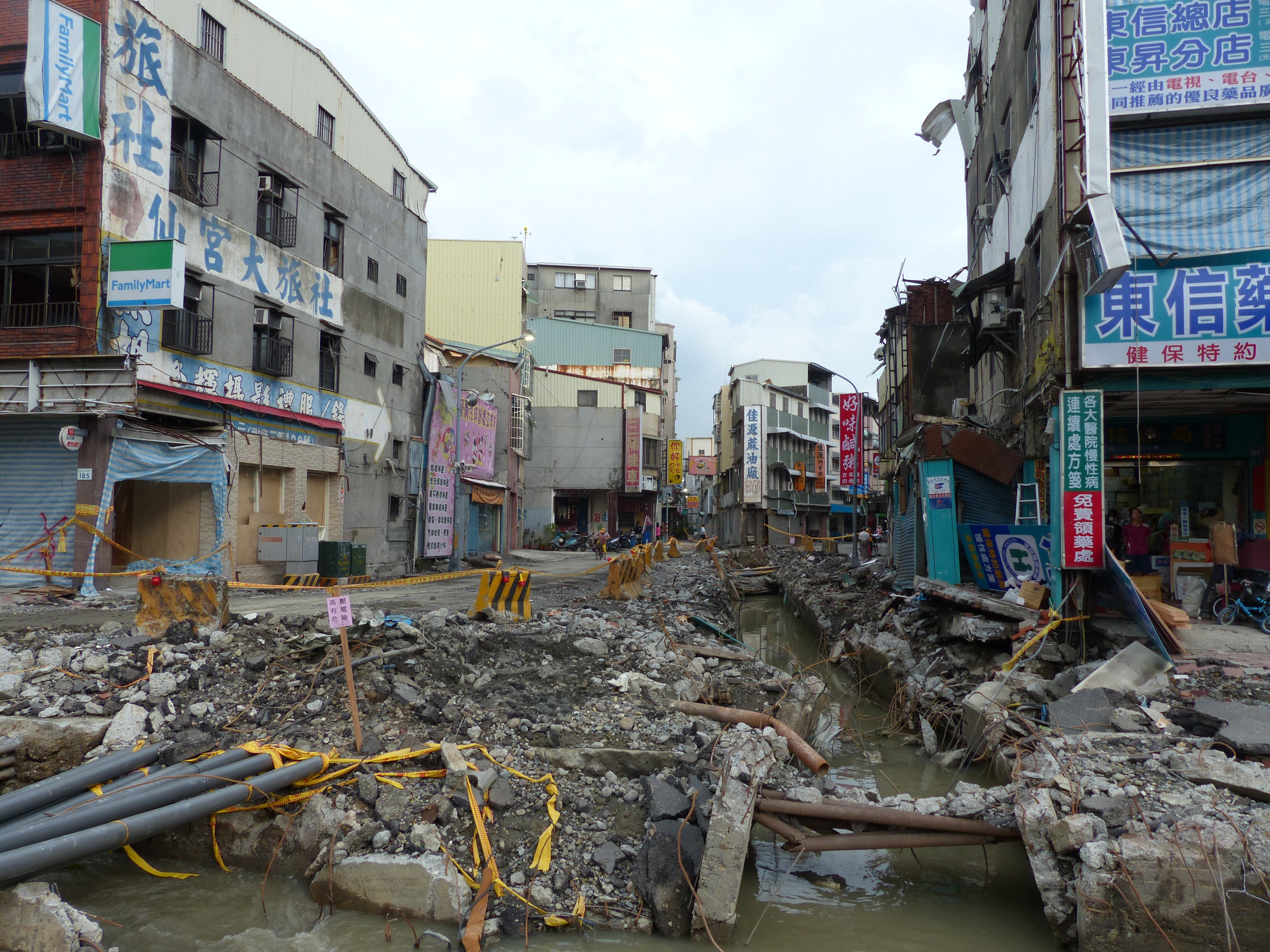
氣爆造成的破壞。

- 7月31日－8月1日，高雄市前鎮區發生可燃氣體外洩並造成數起爆炸，三多一路三多二路凱旋三路一心一路等多條重要街道遭受波及，釀成32死308傷。中央社（页面存档备份，存于）

### 8月
- 8月10日，行政院院長江宜樺批准張家祝請辭經濟部部長，而其職務則由政務次長杜紫軍暫代。蘋果日報（页面存档备份，存于）

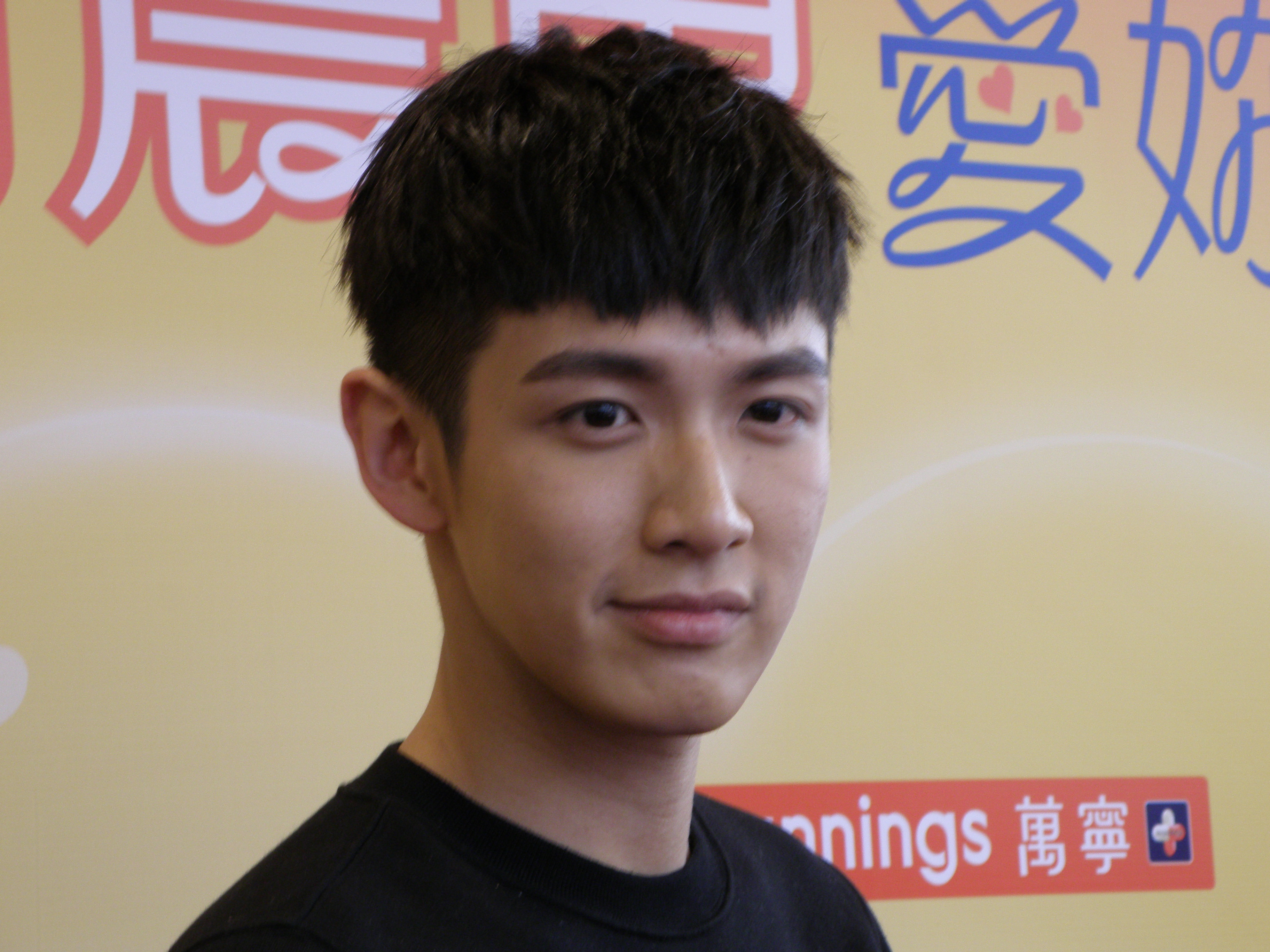
出道3年的柯震東因吸食毒品使其演藝生涯受到重大考驗。

- 8月14日，藝人柯震東與香港藝人房祖名被北京市公安局查獲吸食毒品，遭到行政拘留14日。[1]
- 8月16日，行政院上午以新聞稿公布5名部會副首長人事異動，其中指稱行政院大陸委員會特任副主委張顯耀因家庭因素請辭獲准，但張顯耀事後發表聲明反駁，後續引發張顯耀洩密事件。蘋果日報（页面存档备份，存于） 蘋果日報（页面存档备份，存于） 新頭殼
- 8月18日，經營賭博電玩致富的商人施家金在返抵國門後遭其司機綁架，主嫌於稍晚撕票並逃亡至泰國，最終於9月3日落網。蘋果日報（页面存档备份，存于） 公共電視（页面存档备份，存于） 蘋果日報（页面存档备份，存于）
- 8月26日，針對交通部控告中國廣播公司無權占有位於新北市板橋區的8筆國有地一案，最高法院今日駁回中廣的上訴，全案至此定讞並由交通部勝訴。蘋果日報（页面存档备份，存于） 公共電視（页面存档备份，存于）
- 8月27日，國防部、外交部、僑務委員會迎返印緬中国远征军英靈牌位，並於圓山國民革命忠烈祠為其舉行入祀典禮。中央通訊社（页面存档备份，存于）自由時報（页面存档备份，存于）

### 9月
- 9月1日，刑事警察局南部打擊犯罪中心破獲一起製造劣質油品的案件，不肖商人從夜市、食品行等地回收廚餘廢油，經提煉後製成食用油販售，至少已生產782公噸。[2][3][4][5]
- 9月1日，臺中警方因偵辦強盜案而於晚間至臺中市北區一處民宅攻堅，過程中因雙方互相開槍射擊而造成1名員警及1名嫌犯受傷，其中員警傷勢嚴重。[6]
- 9月12日，唯一沒有大學文憑的中央研究院院士、並以研究台灣荷西殖民時期及提出「臺灣島史觀」等事而著名的臺灣歷史學者曹永和因多重器官衰竭而辭世，享年94歲。[7]
- 9月14日，臺北市信義分局的一名薛姓刑警於凌晨前往信義區一間夜店處理聚眾滋事之事件時遭約50人圍毆，送醫後宣告不治[8][9]。
- 9月16日，屏東縣縣長曹啟鴻及各局處首長出面為餿水油事件稽查不力一事道歉，同時宣布5名首長將會在6週內完成查報工作並於11月1日下臺[10]。
- 9月21日，臺灣女子舉重國手許淑淨在仁川亞運舉重女子53公斤級的競賽中獲得金牌，同時以抓舉101公斤、挺舉132公斤、合計233公斤的成績突破世界紀錄，而此亦為臺灣在此次亞運會中首面金牌[11]。
- 9月24日，前苗栗市市長鄒玉梅在赴苗栗市市長競選活動途中車禍身亡[12]。
- 9月28日，香港人民啟動讓愛與和平佔領中環與雨傘革命抗議並爭取真普選後，臺灣各界包括總統、國會、在野黨、院長、部長、縣市長、候選人、社運界、學界、文化界、演藝圈、網路社群、非親中媒體、與在臺香港人等均紛紛發聲或以行動表示高度關切或支持。[13][14][15][16][17]

### 10月
- 10月3日，衛生福利部部長邱文達因劣質油品事件請辭獲准，同時行政院亦將食品藥物管理署署長葉明功調離原職，並由原副署長姜郁美接任[18][19]。
- 10月4日，為了抗議房價高漲，101個民間團體共同發起巢運，號召於臺北市宏盛帝寶前夜宿，共約15,000人參與；另外，臺中市亦有約50名民眾因響應而前往市長胡志強寓所外過夜[20][21][22][23]。
- 10月8日，臺南地檢署查獲頂新國際集團旗下正義公司使用從越南進口之飼料用豬油製為食用油，並已流入市場，第二波劣質油品事件爆發[24][25]。
- 10月10日，隸屬國家實驗研究院的研究船海研五號晚間於澎湖外海沉沒[26][27]。
- 10月17日，行政院宣布由蔣丙煌接任衛生福利部部長[28][29]。
- 10月17日，前味全食品董事長魏應充因涉及劣質油品事件遭彰化地方法院裁定收押禁見[30][31]。
- 10月20日，逾百名華隆自救會成員上午佔領勞動部大廳，要求政府代位求償、處理惡性倒閉之廠商遺留的退休金及資遣費問題，並修改《勞動基準法》第28條以擴大政府墊償範圍至全額退休金、資遣費，同時將勞工債權序位提高至優先於抵押權[32][33][34][35]。
- 10月20日，喧騰一時的日月光案由高雄地方法院宣判，日月光半導體因違反《廢棄物清理法》罰款新臺幣300萬元、蘇炳碩等4人判處1年4月至1年10月不等之刑期，但4人皆獲緩刑，而先前同樣遭調查的張虔生等公司高層則在調查後被判定為不知情而獲不起訴處分[36][37][38]。

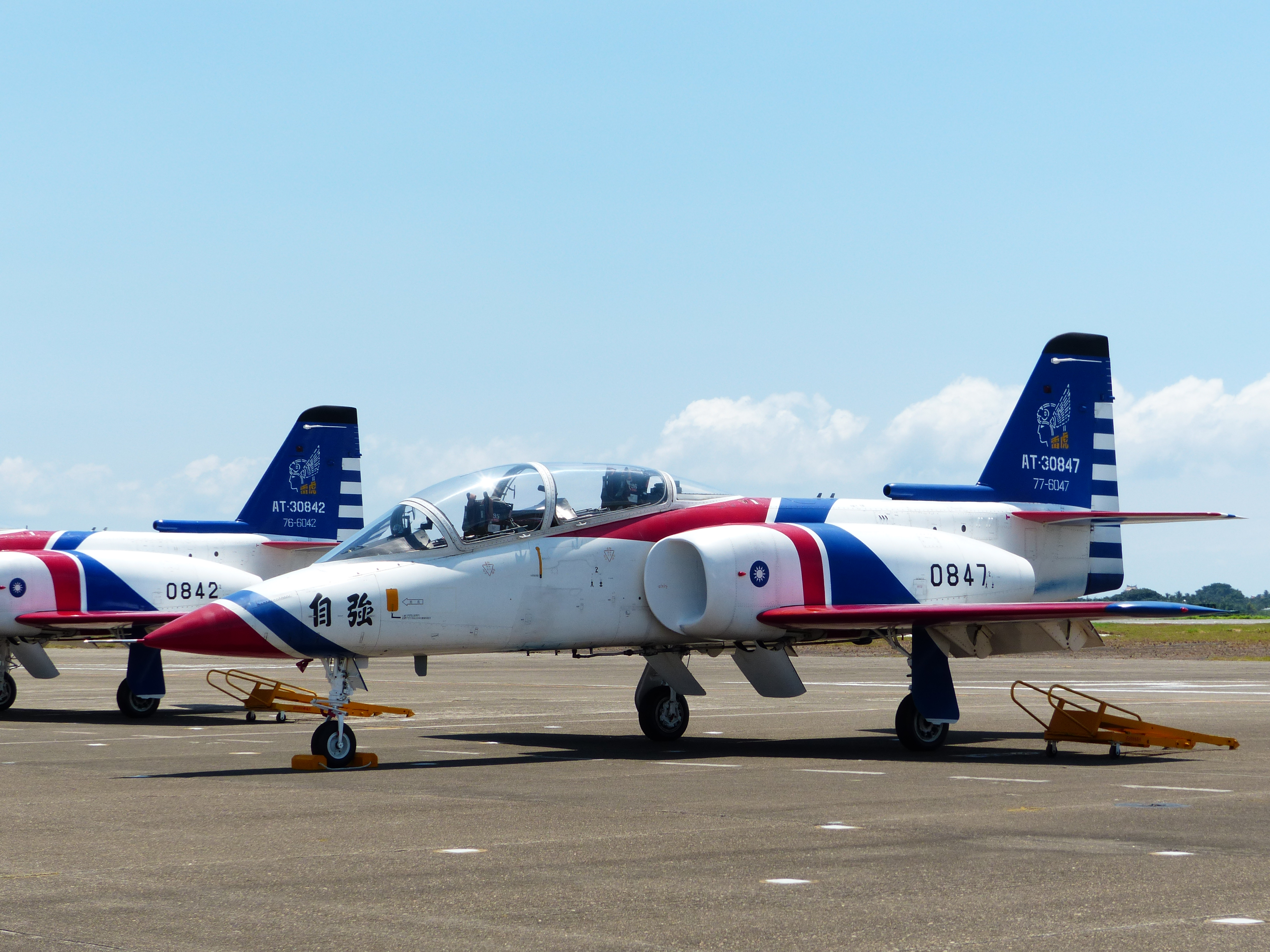
10月21日雷虎小組飛行訓練事故中，受損的0847號機（2013年攝影）。

- 10月21日，空軍官校2架AT-3教練機，上午11時17分執行雷虎小組三機尾隨滾訓練時發生擦撞，其中0815號機墜毀於高雄市梓官區梓官國小附近農田，操縱者莊倍源中校為避開人群與民宅過晚跳傘，全身多處受創，送岡山醫院急救後傷重不治。另一架楊志平中校駕駛的0847號機則於11時24分平安降落[39][40]。
- 10月24日，司法院大法官做出《第725號解釋》，宣告法院不得因遭宣告違憲之法律條文尚於定期失效之期限內而駁回再審及非常上訴等救濟行為[41][42]。
- 10月28日，高雄高等行政法院下午判決臺東縣政府為美麗灣開發案所做的環境影響評估違反《環境影響評估法》及其施行細則之規定，因此撤銷該次環評結論[43][44][45][46]。

### 11月
- 11月15日，台北捷運松山線正式通車，二期路網正式形成，並回歸原始分顏色路線，不再跨線營運。台北捷運公司新聞稿
- 11月29日，2014年中華民國地方公職人員選舉結束，在下屆22名地方首長中，共13名為民主進步黨籍、6名為中國國民黨籍、3名為無黨籍[47][48]。
- 11月29日，江宜樺宣布因中國國民黨於此次地方選舉敗選而請辭行政院院長；另外，國民黨秘書長曾永權亦請辭，但馬英九仍維持兼任黨主席[49][50]。

### 12月
- 12月3日，馬英九正式宣佈請辭中國國民黨主席，由吳敦義代理黨主席職務，洪秀柱代理黨秘書長[51]。

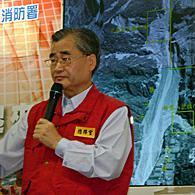
新任行政院院長毛治國。

- 12月3日，中華民國總統府宣佈由毛治國接任行政院院長。[52]
- 12月8日，中華民國國防部本日進駐位於臺北市中山區大直博愛營區的新大樓，博愛營區占地約19.5公頃，耗費新臺幣158億5301萬元及18年的規劃、施工而成，與國防部空軍司令部、國防部海軍司令部、衡山指揮所等重要軍事機關、設施相鄰，形成一個「國防專區」[53][54][55]。
- 12月19日，新竹市閣騰公寓大廈火災事故，造成二死多傷。[56]
- 12月25日，桃園縣升格為直轄市。
- 12月31日，在中國上海市外灘的跨年活動發生嚴重踩踏事故，最終釀成36死49傷，上海市臺辦及海基會證實其中一名死者為臺灣人，另有二名臺灣傷者。[57][58]

## 逝世
- 1月2日：李泰祥，73歲，臺灣音樂人、詞曲創作家。甲狀腺癌病逝。
- 1月10日——張義奎，台灣京劇演員。
- 1月10日：黃俊英，72歲，台灣政治、教育界人物、考試院考試委員，曾任高雄市副市長、義守大學副校長等職。肺腺癌病逝。蘋果日報（页面存档备份，存于）
- 1月10日：鄭日清，91歲，臺灣台語歌手，器官衰竭。
- 1月11日：蔡同榮，78歲，臺灣前立法委員。腦中風與心臟衰竭逝世。
- 1月13日：劉鏡寰，115歲，台灣最高齡的人瑞女性。心肺衰竭。
- 1月16日：黃則修，84歲，台灣彩色印刷的推手、新聞記者暨攝影家。
- 1月21日——邱嘉雄，台灣企業家，是贊泰建設創辦人。
- 1月24日：魏俊邦，66歲，臺灣紙塑工藝家，病逝。
- 1月30日——張保隆，台灣企管學者。
- 1月30日——左菁華，台灣電視編劇。
- 2月4日——袁埏烽，台灣劍道家。
- 2月9日：李學炎，103歲，中華民國空軍少將、前空軍指揮參謀大學校長，飛虎隊成員。年邁。
- 2月12日：高輝，61歲，曾任國民黨組發會組營部主管、國家發展研究院院長、大陸事務部主任等職務。肺腺癌。
- 2月13日——蕭飛賓，台灣教授，是無人飛機研究的先驅。
- 2月16日——蕭文福，台灣書店業者，是阿福的書店創辦人。
- 2月17日：高凌風，63歲，本名葛元誠，台灣藝人。血癌病逝。
- 2月26日：王晶文，51歲，台灣記者，曾演出侯孝賢電影《戀戀風塵》男主角。
- 3月3日：錢純，85歲，中華民國政治人物，曾任財政部長，中央銀行副總統裁。前監察院長錢復長兄。
- 3月8日——陳宏，台灣記者。
- 3月9日：劉文亮，52歲，台灣戲曲樂師、作曲家、樂器工藝家，心肌梗塞。
- 3月13日：王金河，97歲，台灣醫生，有「台灣烏腳病之父」美譽，病逝。
- 3月25日：楊天發，93歲，台灣企業家、興農集團創辦人。
- 3月26日：朱德群（Teh Chun Chu），94歲，華裔法國畫家。
- 3月28日：李桐春，87歲，台灣京劇演員，以飾演關公聞名，因氣喘造成腎與心臟衰弱病逝。姪子為台灣演員李志希和李志奇。
- 4月3日：李龍禹，70歲，台灣燈光師，曾獲金馬獎年度台灣傑出電影工作者獎。
- 4月7日——王壽，台灣企業家、一貫道傳教師。
- 4月13日——沈聖博，台灣藝術家。
- 4月24日——王昌熾，台灣影視演員。
- 4月29日：台灣死刑犯：戴文慶、劉炎國、鄧國樑、杜明雄、杜明朗，伏法。
- 5月1日：周夢蝶，93歲，本名周起述，臺灣詩人、文學家，因多重器官衰竭病逝。
- 5月2日：秦厚修，93歲，總統馬英九之母親，因慢性肺部腫瘤併發呼吸衰竭病逝台北萬芳醫院。
- 5月5日：李渝，70歲，台灣女作家，自殺。
- 5月11日——鄭仁治，台灣黑道人物。
- 5月15日：史哲維（Erich Shih），46歲，台灣人，中天新聞主播。
- 5月25日——謝春波，台灣記者。
- 5月25日：余陳月瑛，89歲，台灣政治人物，高雄地方派系余家班重要領導人，病逝高雄長庚醫院
- 6月1日：歡歡，原名于佳卉，43歲，台灣女歌手，自殺。
- 6月1日：張豐緒，87歲，曾任內政部長、台北市長、屏東縣長、中華奧會主席。
- 6月22日：胡大衛，配音員。
- 6月28日：伊夢蘭，84歲，台灣第一位女攝影記者。
- 7月3日：張劍寒，86歲，台灣法學家，被發現落水溺斃於台北華江雁鴨自然公園。
- 7月9日——胡得鏘，台灣教師、慈善家。
- 7月23日：葉根壯，81歲，臺灣木雕師，於復興航空222號班機空難中身亡。
- 8月1日：楊文淦，87歲，台灣電影導演，台灣紀錄片之父，病逝榮總。
- 8月15日：陳癸淼，81歲，新黨創黨元老，病逝台北市振興醫院。
- 9月1日：劉紹爐，65歲，臺灣現代舞舞者、雲門舞集第一代舞者、光環舞集創辦人、國家文藝獎得主，因腦瘤病逝。
- 9月2日：蘇南成，78歲，前國民大會議長、高雄市市長、臺南市市長，病逝於家中。
- 9月10日——卓映雪，台灣牧師，是新生命福音戒毒中心創立人。
- 9月11日——吳榮興，台灣政治人物。
- 9月12日：曹永和，93歲，是唯一沒有大學文憑的中央研究院院士、並以研究台灣荷西殖民時期及提出「臺灣島史觀」等事而著名的臺灣歷史學者，曾獲頒荷蘭奧倫治-拿騷勳章（英语：Order of Orange-Nassau）及日本旭日中授章，因多重器官衰竭辭世。
- 9月13日：孔令晟，97歲，前中華民國海軍陸戰隊司令、內政部警政署署長，晚間9點病逝於臺北榮民總醫院。
- 9月15日：陳瑞光，26歲，台灣太陽花學運期間的外電翻譯組組長，車禍身亡。
- 9月22日——吳逸民，台灣歷史學家，是吳三連之子。
- 9月24日——邵恩新，台灣政治人物。
- 9月24日：鄒玉梅，57歲，國民黨籍苗栗市長參選人，前苗栗市市長，車禍身亡。
- 9月26日——胡台富，台灣黑道人物、電影工作者。
- 10月3日：張炎憲，67歲，臺灣史學者，曾任國史館館長、台灣教授協會會長、台灣歷史學會會長、台灣社社長，赴美國研究訪問時因心肌梗塞病逝。
- 10月5日：蔡萬才，86歲，臺灣企業家、政治人物，曾任立法委員、總統府資政、行政院顧問、富邦集團總裁。
- 10月6日：陳奇祿，91歲，臺灣人類學者、中央研究院院士，多重器官衰竭。
- 10月13日：彭，59歲，臺灣水墨畫畫家，肝癌。
- 10月16日：彭明聰，96歲，臺灣醫界知名學者，中央研究院院士，同時也是臺灣民主運動與臺灣獨立運動推動者彭明敏的堂兄。
- 10月17日：蔡墩銘，82歲，臺灣刑法學者，德國佛萊堡大學法學博士，國立臺灣大學法律學院名譽教授。
- 10月24日：陳順築，51歲，臺灣中生代重量級藝術家，上午5時30分因大腸癌病逝於臺北醫學大學附設醫院。
- 10月30日：吳明修，80歲，台灣建築師。
- 11月7日：王必成，76歲，聯合報系榮譽董事長。
- 11月13日——洪游勉，台灣企業家，是洪建全之妻。
- 11月20日：漢寶德，80歲，台灣建築學者。
- 11月23日——洪敏麟，台灣歷史學家。
- 11月24日——張春興，台灣教授。
- 11月27日——葉山母，台灣企業家。
- 11月27日：王永在，93歲，台塑集團創辦人王永慶之弟。
- 11月30日——嚴啟昌，台灣政治人物，曾任台灣省公路局局長、台灣省交通處處長。
- 12月4日：張冰玉，88歲，臺灣女演員，曾榮獲第7屆金馬獎最佳女配角、第49屆金鐘獎特別貢獻獎。
- 12月10日：鄭正煜，68歲，臺灣獨立運動參與者，曾任臺灣南社社長、國民中學教師，因癌症病逝。
- 12月10日：趙舜，58歲，台灣男演員，急性腦梗塞病逝。
- 12月11日：鄭兒玉，92歲，臺灣牧師、臺南神學院教授，致力於臺灣獨立運動，並曾為《臺灣翠青》作詞。
- 12月17日：萬鴻貴，52歲，臺灣演員，台灣本土劇演員，經常於《戲說台灣》演出。
- 12月23日：葉芳栢，64歲，臺灣數學家，曾任東海大學代理校長，因急性主動脈剝離病逝。
- 12月24日：魏少朋，75歲，臺灣男演員，活躍於1950至1980年代，曾任電視、廣播主持人，因肺炎病逝。
- 12月25日：陳錫章，80歲，台灣政治人物，前立法委員、前省議員。
- 12月29日：阿河，32歲（相等於人類老年），河馬，是天馬牧場動物明星，因摔傷而死於水池中[59]。